# Fazal Sheikh
Fazal Sheikh (* 1965 in New York City) ist ein US-amerikanischer Fotograf.

## Leben
Sheikh schloss 1987 an der Princeton University ab. Seine Fotografien wurden unter anderem im International Center of Photography, im Nelson-Atkins Museum of Art, in der Tate Modern, London; der Stiftung Henri-Cartier-Bresson, Paris, oder dem Museum of Contemporary Art, Moskau, ausgestellt.
Fazal Sheikh lebt in Zürich, New York City und Kenia.

## Veröffentlichungen
- A Sense of Common Ground (Scalo Publishers), ISBN 978-1-881616-5-11
- The Victor Weeps (Scalo, 1998), ISBN 978-3-931141-95-0
- A Camel for the Son (IHRS and Steidl, 2001), ISBN 978-0-9707613-0-9
- Ramadan Moon (IHRS and Steidl, 2001), ISBN 978-0-9707613-1-6
- Moksha (IHRS and Steidl, 2005), ISBN 978-3-86521-125-5
- Un Chameau Pour Le Fils (Photo Poche Societé, Actes SUD, 2005), ISBN 978-2-7427-5811-1
- Ladli, Steidl, 2007, ISBN 978-3-86521-381-5
- The Circle, Steidl, 2008, ISBN 978-3-86521-599-4
- Fazal Sheikh (Mapfre Foundation, 2009), ISBN 978-84-9844-177-2
- Portraits (Steidl, 2011), ISBN 978-3-86521-819-3
- Ether (Steidl, 2013), ISBN 978-3-86930-653-7
- The transformation of the world depends upon you (with W. Ewald, T. Keenan, and M. Saxton; Steidl, 2013), ISBN 978-3-86930-741-1
- The Erasure Trilogy (Steidl, 2015), ISBN 978-3-86930-805-0
- The Conflict Shoreline (with Eyal Weizman, Steidl, 2015), ISBN 978-3-95829-035-8
- Human Archipelago. mit Teju Cole. Steidl, 2019, ISBN 978-3-95829-568-1

## Ausstellungen (Auswahl)
- 1996 Fazal Sheikh: A Sense of Common Ground, International Center of Photography, New York City
- 1998 Fazal Sheikh: A Sense of Common Ground, Sprengel Museum, Hannover
- 1999 Fazal Sheikh: The Victor Weeps, Fotomuseum Winterthur
- 2000 Fazal Sheikh – The Victor Weeps, The Art Institute of Chicago
- 2002 Fazal Sheikh: The Victor Weeps – Afghanistan, Zimmerli Art Museum, New Jersey
- 2003 Cruel and Tender, The Real in the Twentieth-Century Photograph, Tate Modern, London
- 2003 Fazal Sheikh: A Camel for the Son – Ramadan Moon – The Victor Weeps, Davis Museum and Cultural Center
- 2004 Fazal Sheikh, The United Nations, New York City
- 2005 After the Fact, Martin-Gropius-Bau, Berlin
- 2007 Fazal Sheikh – Moksha and Ladli – HCB Award Winner 2005, Cartier-Bresson Foundation, Paris
- 2008 Deutsche Börse Photography Prize, Photographer’s Gallery, London
- 2008 Archive Fever: Uses of the Document in Contemporary Art International Center of Photography
- 2009 Fazal Sheikh, Fundación Mapfre, Madrid, Spain
- 2009 Fazal Sheikh, Huis Marseille Museum for Photography, Amsterdam
- 2009 Beloved Daughters – Photographs by Fazal Sheikh, Nelson-Atkins Museum of Art
- 2010 Fazal Sheikh Museo de Arte de Banco de la República, Bogotá
- 2010 The Image in Question: War – Media – Art, Carpenter Center for the Visual Arts, Harvard University
- 2012 Fazal Sheikh – Ether, PaceMacGill Gallery, New York City
- 2014 Now You See It: Photography and Concealment, Metropolitan Museum of Art, New York City
- 2016 Fazal Sheikh, - Independence | Nakba, Pace/MacGill Gallery, New York City
- 2016 This Place, Brooklyn Museum of Art

## Auszeichnungen und Stipendien
- J. William Fulbright Foundation Fellowship to Kenya, 1992
- National Endowment for the Arts Fellowship, 1994
- New Jersey State Council on the Arts Fellowship, 1994
- Infinity Award, International Center of Photography, 1995
- Leica Medal of Excellence, 1995
- Ruttenberg Award, 1995
- Ferguson Award, 1995
- Le Prix d’Arles, Dialogue de l’Humanité, 2003
- MacArthur Fellows Program, 2005
- International Henri Cartier-Bresson Grand Prize, 2005
- Soros Foundation / Open Society Institute Distribution Award, 2007
- Prix Nadar (Ladli, special mention), 2007
- Deutscher Fotobuchpreis (shortlist, Ladli), 2007
- Deutsche Börse Photography Prize (Finalist), 2008
- Lucie Foundation Humanitarian Award, 2009
- Deutscher Fotobuchpreis (The Circle), 2009
- John Simon Guggenheim Memorial Foundation Fellowship, 2012